# Vitalij Romanenko
Vitalij Petrovyč Romanenko (in ucraino Віталій Петрович Романенко?, in russo Виталий Петрович Романенко?, Vitalij Petrovič Romanenko; Kiev, 13 luglio 1926 – Kiev, 3 ottobre 2010) è stato un tiratore a segno sovietico, dal 1991 ucraino.

## Palmarès

### Olimpiadi
- 1 medaglia:
  - 1 oro (Melbourne 1956 nei 100 metri bersaglio mobile)